# Plutarco di Bisanzio
Plutarco (in greco Πλούταρχος?; I secolo – 105) è stato un vescovo romano, titolare della diocesi di Bisanzio per sedici anni dal 89 al 105, come successore di Policarpo.
Fu sepolto nella Chiesa di Argyroupolis.
L'episcopato di Plutarco avvenne durante la persecuzione dei cristiani dell'imperatore Traiano nel 98.